# Google Cardboard
Google Cardboard fue una plataforma de realidad virtual (VR) desarrollada por Google sobre la base de cartón plegable, que fue descontinuado en 2021. Funciona a partir de colocar un teléfono móvil inteligente con Android o iOS.
El concepto de Google Cardboard fue diseñado por los ingenieros franceses David Coz y Damien Henry como parte de su "20% del tiempo" que Google dedica a proyectos de innovación. El desarrollo del software fue liderado por el ingeniero español Leandro Graciá Gil. 

## Desarrollo

### La experiencia de realidad virtual con Google Cardboard
La premisa de Google Cardboard es la de transformar un teléfono inteligente cualquiera con Android en una plataforma de realidad virtual por menos de U$S 5 gracias a los materiales necesarios. Con apenas un cartón plegable recortado y 2 lentes, es posible montar el teléfono inteligente y aprovechar las aplicaciones de Android VR. Marca en este sentido su diferencia principal con otros productos como Oculus Rift, que requieren de una computadora potente y un software específico para su uso. La realidad virtual es un entorno de escenas u objetos de apariencia real, generado mediante tecnología informática, que crea en el usuario la sensación de estar inmerso en él. Dicho entorno es contemplado por el usuario a través normalmente de un dispositivo conocido como gafas o casco de realidad virtual. Este puede ir acompañado de otros dispositivos, como guantes o trajes especiales, que permiten una mayor interacción con el entorno así como la percepción de diferentes estímulos que intensifican la sensación de realidad.

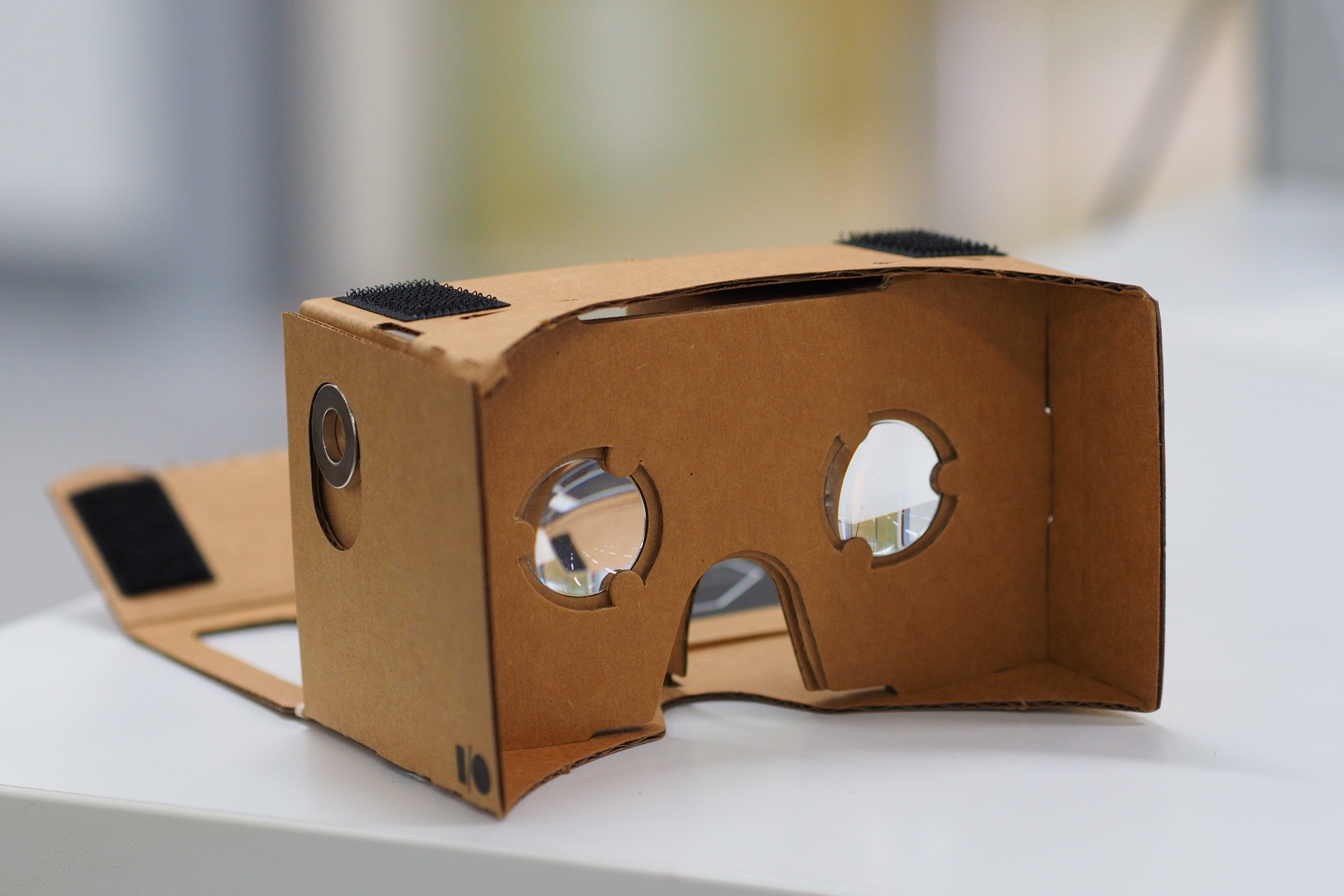
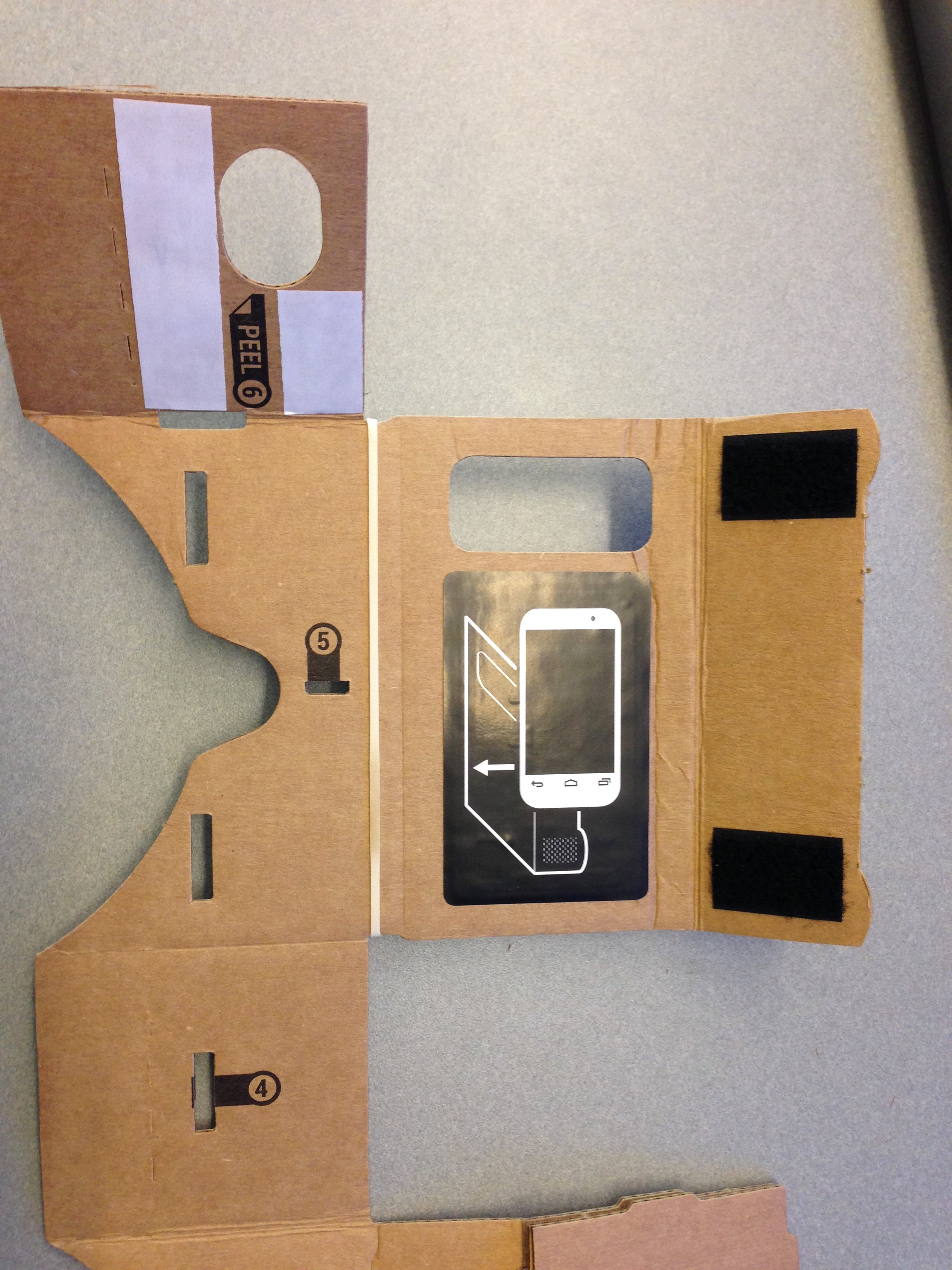
Google Cardboard
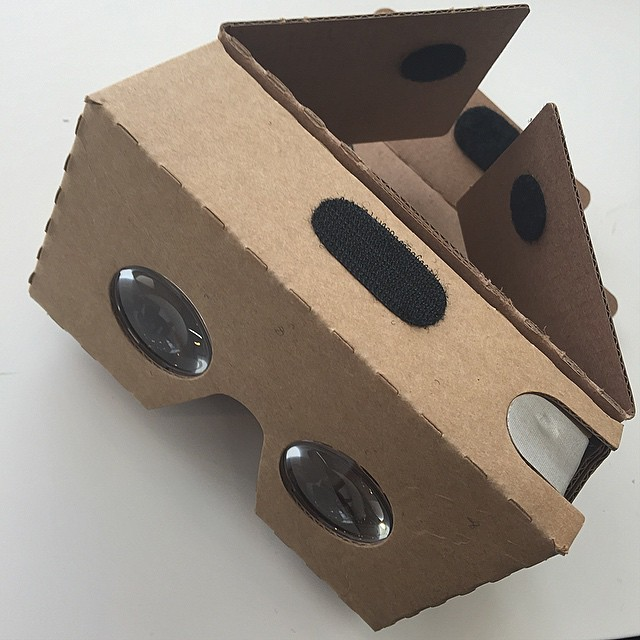

## Versión 1.0
La versión 1.0 se regaló en el Google I/O del 2014 y era así:
- Tiene un botón que es un imán.
- Tiene 2 lentes de resina.
- Era hecho de cartón.
- Se arma en 12 pasos.

## Versión 2.0
En el 2015 Google sacó a la venta la versión 6.0
Sus mejoras son:
- Se arma en 3 pasos.
- Tiene sujetador para la cabeza.
- Tiene otro botón en lugar del imán.

## Cómo funciona
Los lentes están para dar la sensación de profundidad. Los campos de visión para el ojo izquierdo y derecho están delimitados por una franja de cartón separatoria en el centro de las gafas. Los cristales crean un efecto lupa, así que es bastante importante que nuestro teléfono tenga una concentración más bien alta de píxeles por pulgada para usar Google Cardboard.

## Requerimiento
- Teléfono inteligente con pantalla de 4 a 6 pulgadas (Versión 2.0)
- Teléfono inteligente con pantalla de 4 a 5 pulgadas (Versión 1.0)
- Teléfono inteligente con pantalla de 4 a 7 pulgadas (Versión 3.0)
- Teléfono inteligente con pantalla de 4 a 8 pulgadas (Versión 10.1.4)

## Información de seguridad
Las estadísticas muestran claramente, la realidad virtual es cada vez más popular. Sin embargo, los riesgos de salud también son reales y no se deben ignorar. Siendo este el caso:
- No uses Cardboard mucho tiempo seguido, descansa de vez en cuando. Si sientes náuseas, mareos, desorientación o que se te cansa la vista, deja de usar Cardboard inmediatamente.
- Los niños no deben usar Cardboard sin la supervisión de un adulto.
- No uses Cardboard mientras conduces, andas o en cualquier otra situación que te distraiga del mundo real y te impida cumplir las leyes sobre seguridad vial o de otro tipo. No conduzcas ni manejes maquinaria pesada justo después de usar Cardboard si no te encuentras bien o te sientes desorientado.
- Si has sufrido ataques epilépticos o eres propenso a ellos, consulta a un médico antes de usar Cardboard.

## Descontinuación
Google anunció mediante un mensaje en la tienda Google Store que Google Cardboard ya no será vendido, pero que el proyecto permanecerá siendo código abierto.
We are no longer selling Google Cardboard on the Google Store. We will continue to help the community build new experiences through our Cardboard open source project.